# Gotham Award/Darstellerpreis
Gotham Award: Darstellerpreis (Actor Award)
Gewinner in der Kategorie Darstellerpreis (Actor Award) seit der ersten Verleihung 1991 bis 2004. Der Darstellerpreis würdigt New Yorker Schauspieler/-innen, die einen erheblichen Beitrag in der New Yorker Filmszene geleistet haben.
- 1991 – John Turturro
- 1992 – Susan Sarandon
- 1993 – Harvey Keitel
- 1994 – Sigourney Weaver
- 1995 – Christopher Walken
- 1997 – Kevin Kline
- 1998 – Frances McDormand
- 2001 – Uma Thurman
- 2002 – Julianne Moore
- 2004 – Don Cheadle

Von 2005 bis 2012 wurde der Preis nicht verliehen. Seit 2013 wird je ein Preis für den besten Schauspieler (Best Actor) und die beste Schauspielerin (Best Actress) vergeben.